# Mpogora (vattendrag i Rutana)
Mpogora är ett vattendrag i Burundi.   Det ligger i provinsen Rutana, i den centrala delen av landet, 100 kilometer öster om huvudstaden Bujumbura.
Omgivningarna runt Mpogora är en mosaik av jordbruksmark och naturlig växtlighet. Runt Mpogora är det ganska tätbefolkat, med 100 invånare per kvadratkilometer.